# Phyllanthus prostratus
Phyllanthus prostratus är en emblikaväxtart som beskrevs av Johannes Müller Argoviensis. Phyllanthus prostratus ingår i släktet Phyllanthus och familjen emblikaväxter. Inga underarter finns listade i Catalogue of Life.